# Chrysès (prêtre d'Apollon)
Pour les articles homonymes, voir Chrysès.

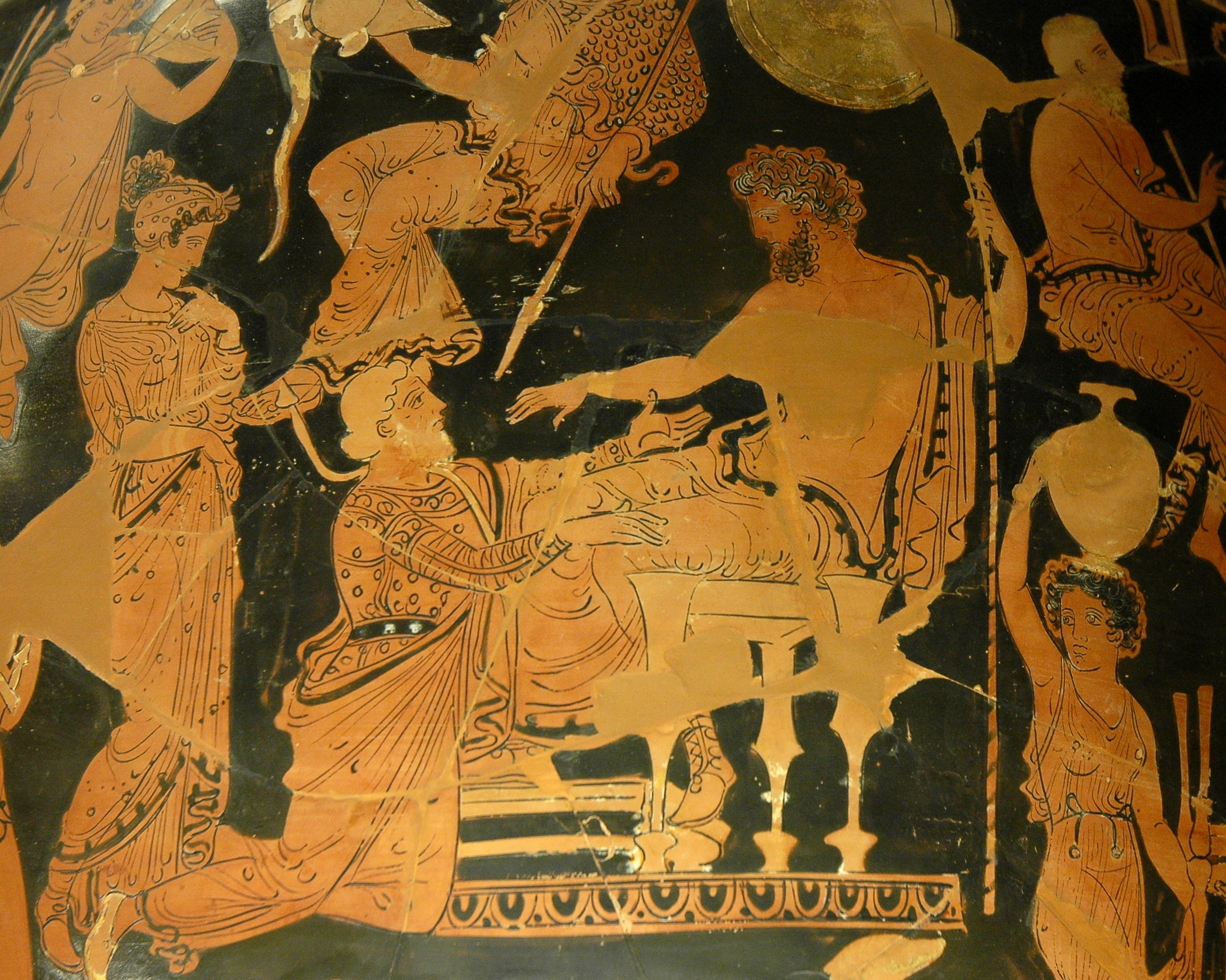
Chrysès offrant à Agamemnon une rançon pour Chryséis, cratère apulien à figures rouges du Peintre d'Athènes 1714, v. 360–350 av. J.-C., musée du Louvre

Dans la mythologie grecque, Chrysès (en grec ancien Χρύσης / Khrúsês) est un prêtre d'Apollon dans la ville de Chrysé en Troade. Selon certaines sources, il serait le père de Minyas, fondateur et premier roi d'Orchomène, en Béotie, et héros de la race des Minyens. 
Il apparaît dans le chant I de l’Iliade : après que sa fille Chryséis a été enlevée lors de la prise de Lyrnessos, il vient la réclamer dans le camp grec. Or Agamemnon, qui a reçu la jeune fille comme part d'honneur, refuse de la rendre et injurie le prêtre (26–29) :

« Gare à toi, vieux, si je te vois encore près des nefs creuses

Y traîner aujourd'hui ou y venir une autre fois !

Sceptre et rubans ne te serviraient plus de rien. »

— (traduction F. Mugler)
Chrysès invoque donc la colère d'Apollon sur le camp grec. Le dieu envoie la peste sur les Achéens, et Agamemnon doit plier. Il charge Ulysse de conduire la jeune fille, ainsi qu'une hécatombe, jusqu'à Chrysé. Là, Ulysse la rend à son père. Chrysès prie ensuite le dieu d'écarter le fléau des Grecs, et ceux-ci procèdent au sacrifice.